# Caesar och Cleopatra
Caesar och Cleopatra (engelska: Caesar and Cleopatra) är en brittisk dramafilm i Technicolor från 1945 i regi av Gabriel Pascal. Filmen är baserad på George Bernard Shaws pjäs Caesar and Cleopatra från 1901. I huvudrollerna ses Claude Rains och Vivien Leigh.

## Rollista i urval
- Claude Rains - Caesar
- Vivien Leigh - Cleopatra
- Stewart Granger - Apollodorus
- Flora Robson - Ftatateeta
- Francis L. Sullivan - Pothinus
- Basil Sydney - Rufio
- Cecil Parker - Britannus
- Raymond Lovell - Lucius Septimus
- Anthony Eustrel - Achillas
- Ernest Thesiger - Theodotus
- Anthony Harvey - Ptolemy
- Robert Adams - nubisk slav
- Harda Swanhilde - Cleopatras kammarjungfru
- Michael Rennie - centurion
- James McKechnie - centurion
- Esme Percy - major Domo
- Stanley Holloway - Belzanor
- Leo Genn - Bel Affris
- Alan Wheatley - perser
- Anthony Holles - båtkarl
- Charles Victor - porter
- Ronald Shiner - porter
- John Bryning - vakt
- John Laurie - assisterande vakt
- Charles Rolfe - assisterande vakt
- Felix Aylmer - adelsman
- Ivor Barnard - adelsman
- Valentine Dyall - vakt
- Charles Deane - vakt

Ej krediterade
- Mihalis Kakogiannis - rådsmedlem
- Kay Kendall - slavflicka
- Zena Marshall - hovdam
- Roger Moore - extra
- Cathleen Nesbitt - egyptisk dam
- Jean Simmons - harpist